# Вайкунтха
Вайкунта (санскр. वैकुंठ, vaikuṇṭha IAST) — одне з рідкісних імен Вішну, а в пізній індуїстській космології назва його місцеперебування, неба, що розміщується на вершині гори Меру, в центрі світобудови, або ж пов'язується з Північним океаном.
Вайкунта-лока — духовні планети, духовний світ, царство Бога; у вайшнавській традиції індуїзму — вічне місце перебування Вішну і його аватар та експансій. Місце вічного блаженства, в якому Вішну перебуває зі своєю вічною дружиною Лакшмі і безліччю богинь процвітання, лежачи на змії Ананта-шеша. В традиціях крішнаїзму (гаудія-вайшнавізм, німбарка-сампрадая, пуштімарга) найвищою планетою Вайкунтхи вважається Голока — обитель Радги-Крішни. В священних текстах індуїзму говориться, що планети Вайкунтхи розташовані вище матеріальних світів, і попасти на них мріє навіть Брахма та інші деви. Матеріальний світ є спотворене відображення духовної реальності Вайкунтхи. Хто досяг вищої духовної досконалості, по милості Вішну попадає на планети Вайкунтхи і звільняється з круговороту самсари.